# Леони, Тео
Тео Леони (нидерл. Théo Leoni; род. 21 апреля 2000) — бельгийский футболист, полузащитник клуба «Андерлехт».

## Клубная карьера
Воспитанник академии «Шарлеруа». В 2012 году стал выступать за молодёжную команду «Андерлехта». Был капитаном дубля клуба в Челленджер Про Лига, в 2019 году после прихода Венсана Компани в тренерский штаб, был переведён в основной состав. 30 октября 2022 года в матче против «Эйпена» он дебютировал в Лиге Жюпиле.
Выступает на позиции левоногого атакующего плеймейкера, в одном из интервью Леони отмечал что всегда «сохранял позитивный настрой» все десять лет в структуре клуба. 27 августа 2023 года в матче против «Шарлеруа» Тео забил свой первый гол в составе «Андерлехта».